# Big Falls (Wisconsin)
Big Falls é uma vila localizada no estado norte-americano de Wisconsin, no Condado de Waupaca.

## Demografia
Segundo o censo norte-americano de 2000, a sua população era de 85 habitantes. 
Em 2006, foi estimada uma população de 83, um decréscimo de 2 (-2.4%).

## Geografia
De acordo com o United States Census Bureau tem uma área de 
1,4 km², dos quais 1,3 km² cobertos por terra e 0,1 km² cobertos por água. Big Falls localiza-se a aproximadamente 275 m acima do nível do mar.

## Localidades na vizinhança
O diagrama seguinte representa as localidades num raio de 20 km ao redor de Big Falls. 